# فيليب بنجاك
فيليب بنجاك (بالتشيكية: Filip Bandžak)‏ (تلفظ تشيكي: /fɪˈlɪp banˈdʒak/؛ ؛مُغنٍ أوبرالي تشيكي ولد في 10 من سبتمبر 1983م)

## السيرة
بدأ حياته المهنية في عام 1995.
حصل على ماجستير في علم النفس والثقافة والموسيقى.
في عام 2008 في الدولية مسابقة صوتي الصين (China International Vocal Competition) في نينغبو حصل على جائزة خاصة.
وقال انه حصل على جائزة خاصة في المسابقة الدولية في ذكرى ماريا كالاس في أثينا
(The International Maria Callas Grand Prix) في عام 2009.
في عام 2014، حصل على «جانب أوروبا الذهبي» (Golden Europe) للاتحاد الأوروبي.
تصرف بنجاك في عدة دول:النمسا،إيطاليا،بولندا، هنغاريا،ألمانيا،أوكرانيا،كازاخستان، ماليزيا، سنغافورة،الصين وكندا.